# Kronika Tygodniowa
Kronika Tygodniowa (ang. Weekly Chronicle) – polskojęzyczny tygodnik wydawany w Toronto w Kanadzie od 22 lutego 1941 do 27 lutego 1990 jako przedłużenie zawieszonego wcześniej przez rząd Głosu Pracy, pisma polskich komunistów w Kanadzie.
Tygodnik od początku był organem prasowym Stowarzyszenia Pomocy Polsce i Aliantom (nowa nazwa Polskiego Towarzystwa Ludowego, które było oficjalnie polską sekcją partii komunistycznej). W 1945 sponsor jeszcze raz zmienił nazwę na Polskie Stowarzyszenie Demokratyczne w Kanadzie. W 1979 gazeta wchłonęła amerykański Głos Ludowy z Detroit o podobnej proweniencji.
Kronika Tygodniowa, subsydiowana przez władze PRL, ściśle przestrzegała dyrektyw komunistycznego rządu. Nie zdołała zdobyć polonijnego rynku czytelniczego w Kanadzie, co powiodło się licznym tytułom prywatnym.
Redaktorzy naczelni: Albert Morski (1941–1945), Władysław Dutkiewicz (1945–1947, 1954–1959), Tadeusz Lewandowski (1947–1976), G. Widak (1948–1949), B. Pałka (1958–1959), S. Włodarski (1977–1984), zespół (1984–1990).